# Ruth Orkin
Ruth Orkin (Boston, 3 settembre 1921 – New York, 16 gennaio 1985) è stata una fotoreporter, fotografa e regista statunitense.
È conosciuta per aver fotografato molti personaggi famosi, la città di New York e musicisti classici come pure molti altri soggetti. Fra le celebrità da lei fotografate figurano fra gli altri Lauren Bacall, Doris Day, Ava Gardner, Tennessee Williams, Marlon Brando e Alfred Hitchcock. È stata anche una regista realizzando fra gli altri il film vincitore di premi Little Fugitive, nel 1952 con suo marito, Morris Engel.

## Carriera
Nel 1940, per un breve periodo, frequenta il Los Angeles City College per studiare come fotoreporter.
Nel 1943, Orkin si trasferì a New York cercando di intraprendere la carriera freelance. Iniziato lavorando come fotografa di nightclub, in seguito riceve il suo primo incarico di rilievo nel 1945 da parte del The New York Times per fotografare Leonard Bernstein. Nel 1947 diviene membro della Photo League. La Photo League è stata una cooperativa di fotografi a New York che si sono uniti in una serie di cause sociali e creative comuni, è stata attiva dal 1936 al 1951.
Nel 1952 la Orkin si è sposata con il fotografo e regista Morris Engel già membro Photo League.

## American Girl in Italy
La fotografia più famosa di Ruth Orkin è American Girl in Italy. Il soggetto della fotografia ormai iconica era la 23enne Ninalee Craig (nota a quel tempo come Jinx Allen). La fotografia faceva parte di una serie originaria intitolata "Don't Be Afraid to Travel Alone". L'immagine raffigura la Craig come una ragazza che camminando per una strada di Firenze passa davanti ad un gruppo di giovani uomini italiani intenti ad occhieggiarla. In alcuni articoli scritti la Craig sostiene che la foto non è preparata e che è solo una delle tante scattate per tutto il giorno, con lo scopo di mostrare il divertimento di viaggiare da soli.

## Filmografia
- Il piccolo fuggitivo (Little Fugitive) (1953) - Regista, autrice e montatrice
- Lovers and Lollipops (1955) - Produttrice, regista, autrice e montatrice

## Riconoscimenti
La lista dei riconoscimenti è ricavata dal sito ufficiale.

### Fotografia
- 3rd Prize Winner, LIFE Magazine's Young Photographer's Contest, 1951
- One of Top Ten Women Photographers in the U.S., Professional Photographers of America, 1959
- 1st Annual Manhattan Cultural Award, Photography, 1980

### Altri
- Certificate of Merit, Municipal Art Society of New York, 1984